# 普雷勒 (卡尔瓦多斯省)
普雷勒（法語：Presles，法語發音：[pʁɛl] ⓘ）是法国卡尔瓦多斯省的一个旧市镇，属于维尔区。2016年，普雷勒与临近的13个市镇合并为新市镇瓦尔达利耶尔。

## 地理
普雷勒（48°52'37"N, 0°46'54"W）面积9.03 平方千米，位于法国诺曼底大区卡爾瓦多斯省，该省份为法国西北部沿海省份，北濒大西洋英吉利海峡，东北与滨海塞纳省以海上边界相接，东临厄尔省，南至奧恩省，西与芒什省接壤。
与普雷勒接壤的市镇（或旧市镇、城区）包括：比尔西、谢讷多莱、勒代塞尔、埃特里、蒙尚、皮埃尔、圣夏尔德佩尔西。

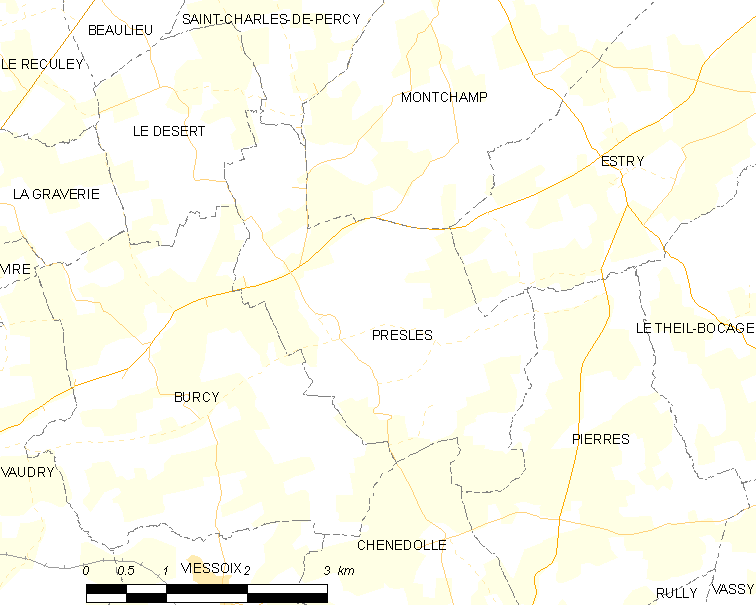
的OSM定位图

普雷勒的时区为UTC+01:00、UTC+02:00（夏令时）。

## 行政
普雷勒的邮政编码为14410，INSEE市镇编码为14521。

## 政治
普雷勒所属的省级选区为诺曼底地区孔代县。

## 人口

1962-2008年间人口变化图示

普雷勒于2018年1月1日时的人口数量为275人。